# Factor d'amortiment

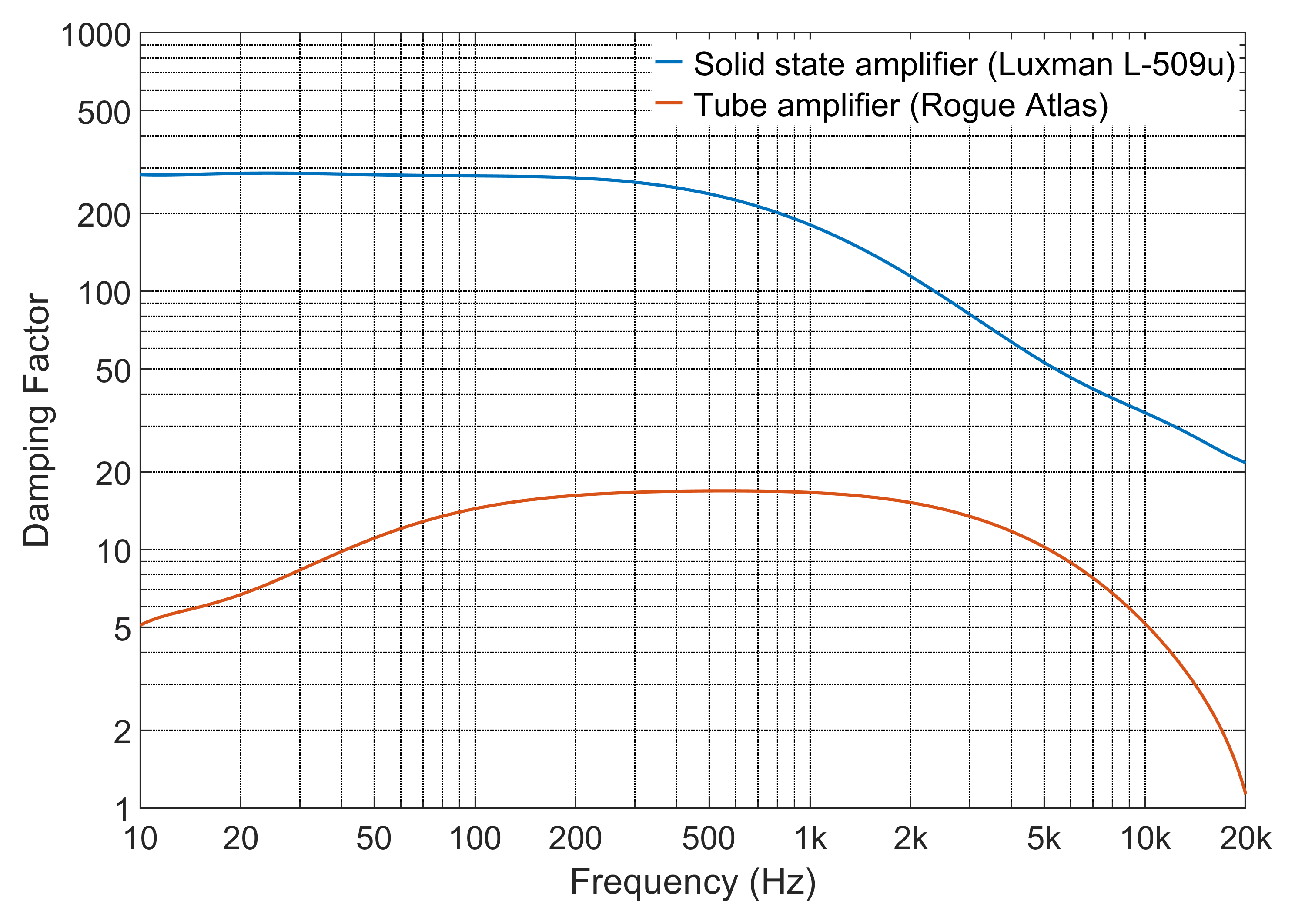
Comparació de factors d'amortiment per a un amplificador d'estat sòlid (Luxman L-509u) i un amplificador de tubs (Rogue Atlas)

En un sistema d'àudio, el factor d'amortiment es defineix com la relació de la impedància nominal de l'altaveu (normalment se suposa que és 8 Ω) a la impedància de la font de l'amplificador de potència.      Va ser proposat originalment el 1941. Només s'utilitza la magnitud de la impedància de l'altaveu i s'assumeix que la impedància de sortida de l'amplificador de potència és totalment resistiva.
En els amplificadors d'estat sòlid i tubs típics, el factor d'amortiment varia en funció de la freqüència. En els amplificadors d'estat sòlid, el factor d'amortiment sol tenir un valor màxim a freqüències baixes, i es redueix progressivament a freqüències més altes. La figura de la dreta mostra el factor d'amortiment de dos amplificadors. Un és un amplificador d'estat sòlid (Luxman L-509u) i l'altre és un amplificador de tubs (Rogue Atlas). Aquests resultats són força típics d'aquests dos tipus d'amplificadors, i serveixen per il·lustrar el fet que els amplificadors de tubs solen tenir factors d'amortiment molt més baixos que els amplificadors d'estat sòlid moderns, cosa que és una característica indesitjable.

## Càlcul
La impedància de la font (que es veu per l'altaveu) inclou la impedància del cable de connexió. La impedància de càrrega {\displaystyle Z_{\mathrm {L} }} i la impedància de la font {\displaystyle Z_{\mathrm {S} }} es mostren a l'esquema del circuit.

Definició de factor d'amortiment {\displaystyle DF} que normalment s'utilitza per caracteritzar els amplificadors d'àudio és:  
{\displaystyle DF={\frac {Z_{\mathrm {L} }}{Z_{\mathrm {S} }}}}
No obstant això, en aquesta forma {\displaystyle DF} De fet, no és proporcional a l'amortiment del circuit elèctric. La càrrega és la font d'energia que s'esmorteix, i si {\displaystyle Z_{\mathrm {S} }} = 0, la resistència d'amortiment en sèrie amb la font d'energia no pot baixar {\displaystyle Z_{\mathrm {L} }} mateix (tret que {\displaystyle Z_{\mathrm {S} }} es fa negatiu, cosa que normalment no és pràctic). Aquest fet es va admetre i es va proposar una definició millorada, anomenada relació d'amortiment {\displaystyle DR} :
{\displaystyle DR={\frac {Z_{\mathrm {L} }}{Z_{\mathrm {L} }+Z_{\mathrm {S} }}}} No obstant això, la definició anterior ha assolit un ús estàndard.

## Explicació
Pierce  va realitzar una anàlisi dels efectes del factor d'amortiment de l'amplificador sobre el temps de decadència i les variacions de resposta depenent de la freqüència d'un sistema d'altaveus de suspensió acústica de caixa tancada. Els resultats van indicar que qualsevol factor d'amortiment superior a 10 donarà lloc a diferències inaudibles entre aquest i un factor d'amortiment igual a l'infinit. Tanmateix, també es va determinar que la variació depenent de la freqüència en la resposta de l'altaveu a causa de la resistència de sortida de l'amplificador és molt més significativa que els efectes sobre l'amortiment del sistema. També és important no confondre aquests efectes amb efectes amortidors, ja que són causats per dos mecanismes força diferents. Els càlculs van suggerir que un factor d'amortiment superior a 50 no comportarà millores audibles, sempre que totes les altres coses siguin iguals.
Per als amplificadors de potència d'àudio que utilitzen alguns comentaris negatius globals, aquesta impedància de la font {\displaystyle Z_{\mathrm {S} }} generalment és inferior a 0,1 Ω,  que des del punt de vista de la bobina de veu del controlador és un curtcircuit proper.
Impedància de càrrega nominal de l'altaveu (impedància d'entrada) de {\displaystyle Z_{\mathrm {L} }} sol ser d'entre 4 a 8 Ω, tot i que hi ha disponibles altres altaveus d'impedància, de vegades baixant fins a 1 Ω o 2 Ω. Tanmateix, la qualificació d'impedància d'un altaveu és simplement un nombre que indica la impedància mínima nominal d'aquest altaveu en una part representativa del seu rang de freqüències de funcionament. Cal tenir en compte que la majoria dels altaveus tenen una impedància que varia considerablement amb la freqüència.  Per a un controlador d'altaveus dinàmic, hi ha un pic en la impedància a la freqüència de ressonància a l'aire lliure del controlador, que pot ser significativament més gran en magnitud que la impedància nominal nominal. A més, les característiques elèctriques de cada bobina de veu canviaran amb la temperatura (els nivells de potència elevats augmenten la temperatura de la bobina de veu i, per tant, la resistència), la inductància dels bobinats de la bobina de veu condueix a una impedància creixent a altes freqüències, i les xarxes de creuament passiu (compostes per inductors, condensadors i resistències relativament grans) introdueixen més variacions d'impedància en sistemes d'altaveus de diverses vies. En referència a l'equació per {\displaystyle DF} que es va donar més amunt, aquesta variació depenent de la freqüència en la impedància de càrrega de l'altaveu fa que el valor del factor d'amortiment de l'amplificador variï amb la freqüència quan està connectat a una càrrega d'impedància de l'altaveu.
En els sistemes d'altaveus, el valor del factor d'amortiment entre un altaveu particular i un amplificador particular descriu la capacitat de l'amplificador de controlar el moviment no desitjat del con de l'altaveu prop de la freqüència de ressonància del sistema d'altaveus. Normalment s'utilitza en el context del comportament del controlador de baixa freqüència, i especialment en el cas dels controladors electrodinàmics, que utilitzen un motor magnètic per generar les forces que mouen el diafragma. De vegades es considera que un alt factor d'amortiment en un amplificador fa que l'amplificador tingui un major control sobre el moviment del con de l'altaveu, particularment a la regió dels baixos prop de la freqüència de ressonància de la ressonància mecànica del controlador.

## El circuit d'amortiment
La tensió generada per la bobina de veu en moviment força el corrent a través de tres resistències:
- La resistència de la pròpia bobina de veu
- La resistència del cable d'interconnexió
- Resistència de sortida de l'amplificador

## A la pràctica

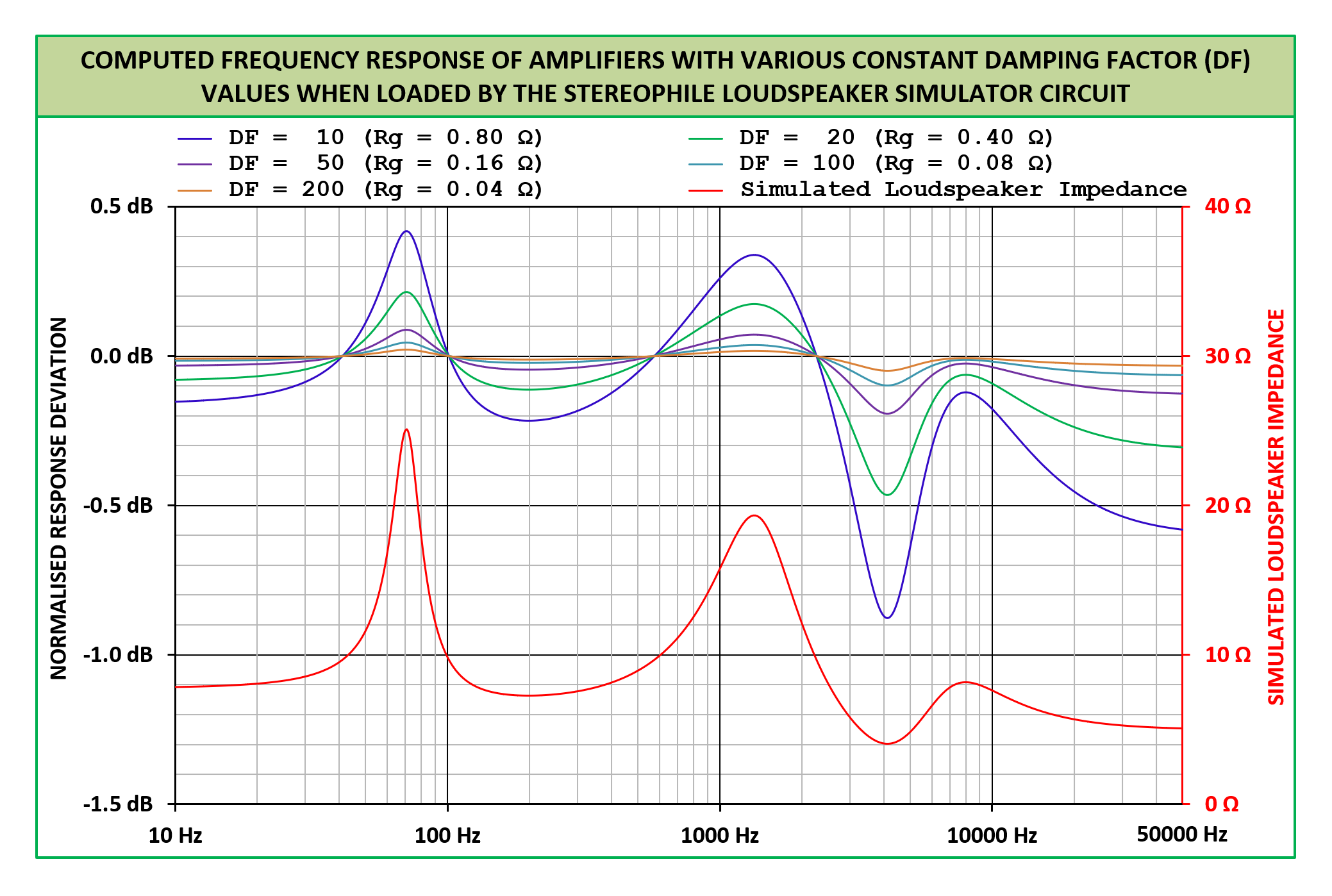
Efectes del factor d'amortiment de l'amplificador sobre la resposta de freqüència quan es connecta a una càrrega d'impedància simulada típica d'un sistema d'altaveus de caixa tancada de dues vies

Els amplificadors d'estat sòlid moderns típics amb retroalimentació negativa tendeixen a tenir factors d'amortiment elevats, normalment per sobre de 50 i de vegades fins i tot superiors a 150. Els factors d'amortiment elevats tendeixen a reduir la mesura en què un altaveu "sona" (sofereix una oscil·lació a curt termini no desitjada després d'aplicar un impuls de potència), però la mesura en què els factors d'amortiment superiors a uns 20 ajuden en aquest sentit és fàcilment exagerada;  hi haurà una resistència interna efectiva significativa, així com certa resistència i reactància en xarxes d'encreuament i cables d'altaveus. Els amplificadors més antics, més els moderns triodes i fins i tot els amplificadors d'estat sòlid amb retroalimentació negativa baixa, tendiran a tenir factors d'amortiment més propers a la unitat, o fins i tot menys que 1.